# Тайлер Джонсон
Тайлер Джонсон (англ. Tyler Johnson; 29 липня 1990, м. Спокен, США) — американський хокеїст, центральний/правий нападник. Виступає за «Тампа-Бей Лайтнінг» у Національній хокейній лізі. 

## Життєпис
Виступав за «Спокен Чіфс» (ЗХЛ), «Норфолк Адміралс» (АХЛ), «Тампа-Бей Лайтнінг», «Сірак'юс Кранч» (АХЛ).
У чемпіонатах НХЛ — 173 матчі (56+72), у турнірах Кубка Стенлі — 22 матчі (13+7). 
У складі національної збірної США учасник чемпіонату світу 2014 (8 матчів, 6+3). У складі молодіжної збірної США учасник чемпіонатів світу 2009 і 2010.

### Досягнення
- Переможець молодіжного чемпіонату світу (2010)
- Володар Кубка Колдера (2012)
- Чемпіон ЗХЛ (2008)

### Нагороди
- Нагорода Леса Каннінгема (2013)
- Нагорода Віллі Маршалла (2013)
- Володар Кубка Стенлі (2020, 2021)